# Kék (Szabolcs-Szatmár-Bereg)
Pour les articles homonymes, voir Kek.
Kék est un village et une commune du comitat de Szabolcs-Szatmár-Bereg en Hongrie.